# Balon subacvatic

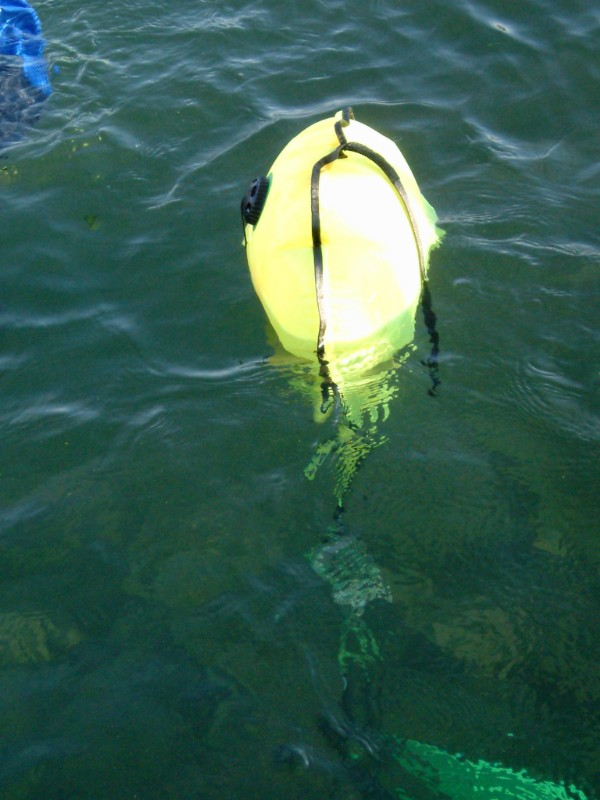
Balon subacvatic

Balonul subacvatic sau parașută subacvatică este utilizat de către scafandri pentru ridicarea de obiecte grele către suprafața apei. 
Are forma unui sac realizat din material impermeabil, deschis la partea inferioară și umplut cu aer. Balonul subacvatic este confecționat din pânză cauciucată și este prevăzut cu un sistem de chingi pentru prinderea obiectelor care trebuie ridicate la suprafața apei. 
Pentru ridicarea unui obiect cu o anumită greutate, se introduce aer pe la partea inferioară a balonului până când flotabilitatea acestuia, împreună cu obiectul de ridicat, devine pozitivă și începe urcarea către suprafața apei. Pe măsură ce balonul împreună cu greutatea de ridicat urcă către suprafață, presiunea hidrostatică scade, iar volumul aerului din balon crește, surplusul de aer fiind eliminat în mod automat, pe lângă marginea inferioară a balonului. 
Există și baloane subacvatice prevăzute cu o supapă cu acționare manuală pentru evacuarea aerului din balon, aceasta dând posibilitatea unui reglaj fin a flotabilității prin modificarea controlată a forței arhimedice. 